# Incertae sedis

incertae sedis는 "위치가 불확실한"이란 뜻의 라틴어 어구이다.
분류학에서는 상위 분류군이 정해지지 않은 경우에 사용된다. 예를 들어 목을 여러 과로 나눈 때, 과가 불명확한 속이 있을 때, 목 밑에 바로 위치시키고 incertae sedis를 함께 적는다.

## 같이 보기
- 미분류 언어